# Liste der Gemeinden im Landkreis Sächsische Schweiz-Osterzgebirge

Karte des Landkreises Sächsische Schweiz-Osterzgebirge

Die Liste der Gemeinden im Landkreis Sächsische Schweiz-Osterzgebirge gibt einen Überblick über die 36 Gemeinden des Landkreises Sächsische Schweiz-Osterzgebirge. Er besteht aus 17 Gemeinden und 19 Städten, darunter vier Große Kreisstädte. Am 1. August 2008 wurden die Landkreise Sächsische Schweiz (Kreisstadt Pirna) und Weißeritzkreis (Kreisstadt Dippoldiswalde) zum Landkreis Sächsische Schweiz-Osterzgebirge mit der Kreisstadt Pirna vereinigt.

## Beschreibung
Im Landkreis haben sich Verwaltungsgemeinschaften gegründet:
- VG Altenberg mit den Mitgliedsgemeinden Altenberg und Hermsdorf/Erzgeb.
- VG Bad Gottleuba-Berggießhübel mit den Mitgliedsgemeinden Bad Gottleuba-Berggießhübel, Bahretal und Liebstadt
- VG Bad Schandau mit den Mitgliedsgemeinden Bad Schandau, Rathmannsdorf und Reinhardtsdorf-Schöna
- VG Dohna-Müglitztal mit den Mitgliedsgemeinden Dohna (VG-Sitz) und Müglitztal
- VG Königstein/Sächs. Schw. mit den Mitgliedsgemeinden Gohrisch, Königstein (Sächsische Schweiz), Rathen, Rosenthal-Bielatal und Struppen
- VG Lohmen/Stadt Wehlen mit den Mitgliedsgemeinden Lohmen (VG-Sitz) und Stadt Wehlen
- VG Pirna mit den Mitgliedsgemeinden Dohma und Pirna;
- VG Klingenberg mit den Mitgliedsgemeinden Hartmannsdorf-Reichenau und Klingenberg
- VG Tharandt mit den Mitgliedsgemeinden Dorfhain und Tharandt

Die Städte Dippoldiswalde, Freital, Glashütte, Heidenau, Hohnstein, Neustadt in Sachsen, Rabenau, Sebnitz, Stolpen und Wilsdruff sind wie die Gemeinden Bannewitz, Dürrröhrsdorf-Dittersbach und Kreischa nicht Mitglied einer Verwaltungsgemeinschaft.
Der Landkreis hat eine Gesamtfläche von 1.653,64 km². Die größte Fläche innerhalb des Landkreises besitzt die Stadt Altenberg mit 145,81 km². Es folgen die Städte Dippoldiswalde mit 104,13 km² Fläche und Glashütte mit 95,57 km². Zwölf Städte und Gemeinden haben eine Fläche über 50 km², neun sind größer als 30 km² und noch einmal zwölf Städte und Gemeinden haben eine Fläche, die größer als 10 km², aber nicht größer als 30 km² ist. Drei Gemeinden besitzen eine Fläche von unter 10 km². Die kleinste Fläche hat die Gemeinde Rathen mit 3,58 km².
Den größten Anteil an der Bevölkerung des Landkreises von 245.143 Einwohnern hat die Kreisstadt Pirna mit 40.148 Einwohnern, gefolgt von der Großen Kreisstadt Freital mit 39.384 und der Stadt Heidenau mit 16.763 Einwohnern. Die Gemeinde Bannewitz ist mit 11.161 Einwohnern die größte Gemeinde und die siebtgrößte Verwaltungseinheit im Landkreis. Liebstadt ist mit 1212 Einwohnern die kleinste Stadt. Sieben Städte und Gemeinden haben über 10.000 Einwohner, acht Städte und Gemeinden 5.000 bis 10.000 Einwohner. Die Einwohnerzahl liegt bei zehn Gemeinden zwischen 2.000 und 5.000. Elf Gemeinden haben weniger als 2.000 Einwohner. Die wenigsten Einwohner hat Rathen mit 323 Einwohnern.
Der gesamte Landkreis Sächsische Schweiz-Osterzgebirge hat eine Bevölkerungsdichte von 148 Einwohnern pro km². Die größte Bevölkerungsdichte besitzt die Stadt Heidenau mit 1514 Einwohnern pro km², gefolgt von den Großen Kreisstädten Freital mit 972 Einwohnern pro km² und Pirna mit 757 Einwohnern pro km². Vier Städte und Gemeinden haben eine Bevölkerungsdichte, die größer ist als 400 Einwohner pro km², 13 Verwaltungseinheiten besitzen eine Einwohnerdichte von 100 bis 400 Einwohnern pro km². 19 Gemeinden liegen unter 100 Einwohnern pro km². Die geringste Bevölkerungsdichte weist die Stadt Liebstadt mit 35 Einwohnern pro km² auf.

## Legende
- Gemeinde: Name der Gemeinde, in Klammern steht die Kreiszugehörigkeit vor der Landkreisreform 2008
- Verwaltungsgemeinschaft: Zeigt die Zugehörigkeit zu einer der zehn Verwaltungsgemeinschaften
- Wappen: Wappen der Gemeinde beziehungsweise der Stadt
- Karte: Zeigt die Lage der Stadt oder Gemeinde im Landkreis Sächsische Schweiz-Osterzgebirge
- Fläche: Fläche der Stadt oder Gemeinde in Quadratkilometern
- Einwohner: Zahl der Menschen die in der Gemeinde beziehungsweise der Stadt leben (Stand: 31. Dezember 2023[1])
- Einwohnerdichte: Angegeben ist die Einwohnerdichte, gerechnet auf die Fläche der Verwaltungseinheit, angegeben in Einwohner pro km² (Stand: 31. Dezember 2023[1])
- Höhe: Höhe der namensgebenden Ortschaft beziehungsweise Stadt in Meter über Normalnull
- Bild: Bild aus der jeweiligen Gemeinde beziehungsweise Stadt

## Gemeinden
| Gemeinde                                                           | Verwaltungs- gemeinschaft   | Wappen                                                  | Karte                                                                                     | Fläche   | Einwohner | Einwohner- dichte | Höhe | Bild                                               |
| ------------------------------------------------------------------ | --------------------------- | ------------------------------------------------------- | ----------------------------------------------------------------------------------------- | -------- | --------- | ----------------- | ---- | -------------------------------------------------- |
| Landkreis Sächsische Schweiz-Osterzgebirge                         |                             | Wappen des Landkreises Sächsische Schweiz-Osterzgebirge | Der Landkreis Sächsische Schweiz-Osterzgebirge innerhalb Sachsens                         | 1.653,64 | 245.143   | 148               |      | Blick zum Schloss Sonnenstein in Pirna             |
| Stadt Altenberg (Weißeritzkreis)                                   | Altenberg                   | Wappen der Stadt Altenberg                              | Lage der Stadt Altenberg im Landkreis Sächsische Schweiz-Osterzgebirge                    | 145,81   | 7572      | 52                | 750  | Blick auf Altenberg mit Geisingberg im Hintergrund |
| Stadt Bad Gottleuba-Berggießhübel (Landkreis Sächsische Schweiz)   | Bad Gottleuba-Berggießhübel | Wappen der Stadt Bad Gottleuba-Berggießhübel            | Lage der Stadt Bad Gottleuba-Berggießhübel im Landkreis Sächsische Schweiz-Osterzgebirge  | 88,75    | 5392      | 61                | 334  | St.-Petri-Kirche in Bad Gottleuba                  |
| Stadt Bad Schandau (Landkreis Sächsische Schweiz)                  | Bad Schandau                | Wappen der Stadt Bad Schandau                           | Lage der Stadt Bad Schandau im Landkreis Sächsische Schweiz-Osterzgebirge                 | 46,77    | 3420      | 73                | 146  | Johanniskirche in Bad Schandau                     |
| Gemeinde Bahretal (Landkreis Sächsische Schweiz)                   | Bad Gottleuba-Berggießhübel | Wappen der Gemeinde Bahretal                            | Lage der Gemeinde Bahretal im Landkreis Sächsische Schweiz-Osterzgebirge                  | 36,48    | 2107      | 58                | 278  | Blick auf Friedrichswalde                          |
| Gemeinde Bannewitz (Weißeritzkreis)                                |                             | Wappen der Gemeinde Bannewitz                           | Lage der Gemeinde Bannewitz im Landkreis Sächsische Schweiz-Osterzgebirge                 | 25,82    | 11.161    | 432               | 221  | Bannewitzer Kirche                                 |
| Große Kreisstadt Dippoldiswalde (Weißeritzkreis)                   |                             | Wappen der Stadt Dippoldiswalde                         | Lage der Stadt Dippoldiswalde im Landkreis Sächsische Schweiz-Osterzgebirge               | 104,13   | 13.973    | 134               | 375  | Luftbild der Dippoldiswalder Innenstadt            |
| Gemeinde Dohma (Landkreis Sächsische Schweiz)                      | Pirna                       |                                                         | Lage der Gemeinde Dohma im Landkreis Sächsische Schweiz-Osterzgebirge                     | 19,56    | 2005      | 103               | 220  | Ehemaliger Cottaer Bahnhof                         |
| Stadt Dohna (Landkreis Sächsische Schweiz)                         | Dohna-Müglitztal            | Wappen der Stadt Dohna                                  | Lage der Stadt Dohna im Landkreis Sächsische Schweiz-Osterzgebirge                        | 28,58    | 6071      | 212               | 160  | Postmeilensäule am Dohnaer Markt                   |
| Gemeinde Dorfhain (Weißeritzkreis)                                 | Tharandt                    | Wappen der Gemeinde Dorfhain                            | Lage der Gemeinde Dorfhain im Landkreis Sächsische Schweiz-Osterzgebirge                  | 6,26     | 1075      | 172               | 362  | Kirche zu Dorfhain                                 |
| Gemeinde Dürrröhrsdorf-Dittersbach (Landkreis Sächsische Schweiz)  |                             | Wappen der Gemeinde Dürrröhrsdorf-Dittersbach           | Lage der Gemeinde Dürrröhrsdorf-Dittersbach im Landkreis Sächsische Schweiz-Osterzgebirge | 43,52    | 4312      | 99                | 240  | Rathaus der Gemeinde Dürrröhrsdorf-Dittersbach     |
| Große Kreisstadt Freital (Weißeritzkreis)                          |                             | Wappen der Stadt Freital                                | Lage der Stadt Freital im Landkreis Sächsische Schweiz-Osterzgebirge                      | 40,53    | 39.384    | 972               | 160  | Schloss Burgk in Freital                           |
| Stadt Glashütte (Weißeritzkreis)                                   |                             | Wappen der Stadt Glashütte                              | Lage der Stadt Glashütte im Landkreis Sächsische Schweiz-Osterzgebirge                    | 95,57    | 6440      | 67                | 340  | Blick über Glashütte                               |
| Gemeinde Gohrisch (Landkreis Sächsische Schweiz)                   | Königstein/Sächs. Schw.     | Wappen der Gemeinde Gohrisch                            | Lage der Gemeinde Gohrisch im Landkreis Sächsische Schweiz-Osterzgebirge                  | 34,78    | 1736      | 50                | 300  | Kirche Papstdorf                                   |
| Gemeinde Hartmannsdorf-Reichenau (Weißeritzkreis)                  | Klingenberg                 | Wappen der Gemeinde Hartmannsdorf-Reichenau             | Lage der Gemeinde Hartmannsdorf-Reichenau im Landkreis Sächsische Schweiz-Osterzgebirge   | 28,13    | 1036      | 37                | 569  | Ortsteil Reichenau                                 |
| Stadt Heidenau (Landkreis Sächsische Schweiz)                      |                             | Wappen der Stadt Heidenau                               | Lage der Stadt Heidenau im Landkreis Sächsische Schweiz-Osterzgebirge                     | 11,07    | 16.763    | 1514              | 113  | Heidenauer Rathaus                                 |
| Gemeinde Hermsdorf/Erzgeb. (Weißeritzkreis)                        | Altenberg                   | Wappen der Gemeinde Hermsdorf                           | Lage der Gemeinde Hermsdorf im Landkreis Sächsische Schweiz-Osterzgebirge                 | 20,14    | 749       | 37                | 720  | Bahnhof Hermsdorf-Rehefeld                         |
| Stadt Hohnstein (Landkreis Sächsische Schweiz)                     |                             | Wappen der Stadt Hohnstein                              | Lage der Stadt Hohnstein im Landkreis Sächsische Schweiz-Osterzgebirge                    | 64,61    | 3170      | 49                | 330  | Hohnstein mit Burg und Stadtkirche                 |
| Gemeinde Klingenberg (Weißeritzkreis)                              | Klingenberg                 | Wappen der Gemeinde Klingenberg                         | Lage der Gemeinde Klingenberg im Landkreis Sächsische Schweiz-Osterzgebirge               | 86,56    | 6686      | 77                | 376  | Wasserburg in Ruppendorf                           |
| Stadt Königstein/Sächsische Schweiz (Landkreis Sächsische Schweiz) | Königstein/Sächs. Schw.     | Wappen der Stadt Königstein                             | Lage der Stadt Königstein im Landkreis Sächsische Schweiz-Osterzgebirge                   | 26,93    | 2142      | 80                | 212  | Blick auf Königstein                               |
| Gemeinde Kreischa (Weißeritzkreis)                                 |                             | Wappen der Gemeinde Kreischa                            | Lage der Gemeinde Kreischa im Landkreis Sächsische Schweiz-Osterzgebirge                  | 28,97    | 4558      | 157               | 257  | Schloss Lungkwitz                                  |
| Stadt Liebstadt (Landkreis Sächsische Schweiz)                     | Bad Gottleuba-Berggießhübel | Wappen der Stadt Liebstadt                              | Lage der Stadt Liebstadt im Landkreis Sächsische Schweiz-Osterzgebirge                    | 37,41    | 1212      | 32                | 350  | Liebstädter Markt und Schloss Kuckuckstein         |
| Gemeinde Lohmen (Landkreis Sächsische Schweiz)                     | Lohmen/Stadt Wehlen         | Wappen der Gemeinde Lohmen                              | Lage der Gemeinde Lohmen im Landkreis Sächsische Schweiz-Osterzgebirge                    | 25,8     | 3017      | 117               | 219  | Kirche Lohmen                                      |
| Gemeinde Müglitztal (Landkreis Sächsische Schweiz)                 | Dohna-Müglitztal            | Wappen der Gemeinde Müglitztal                          | Lage der Gemeinde Müglitztal im Landkreis Sächsische Schweiz-Osterzgebirge                | 21       | 1891      | 90                | 396  | Bahnhof Burkhardswalde-Maxen                       |
| Stadt Neustadt in Sachsen (Landkreis Sächsische Schweiz)           |                             | Wappen der Stadt Neustadt in Sachsen                    | Lage der Stadt Neustadt in Sachsen im Landkreis Sächsische Schweiz-Osterzgebirge          | 83,05    | 11.941    | 144               | 340  | Neustädter Rathaus                                 |
| Große Kreisstadt Pirna (Landkreis Sächsische Schweiz)              | Pirna                       | Wappen der Stadt Pirna                                  | Lage der Stadt Pirna im Landkreis Sächsische Schweiz-Osterzgebirge                        | 53,02    | 40.148    | 757               | 118  | Blick über die Stadt                               |
| Stadt Rabenau (Weißeritzkreis)                                     |                             | Wappen der Stadt Rabenau                                | Lage der Stadt Rabenau im Landkreis Sächsische Schweiz-Osterzgebirge                      | 30,73    | 4337      | 141               | 320  | Rathaus mit Brunnen                                |
| Gemeinde Rathen (Landkreis Sächsische Schweiz)                     | Königstein/Sächs. Schw.     | Wappen der Gemeinde Rathen                              | Lage der Gemeinde Rathen im Landkreis Sächsische Schweiz-Osterzgebirge                    | 3,58     | 323       | 90                | 112  | Ortsansicht von Rathen                             |
| Gemeinde Rathmannsdorf (Landkreis Sächsische Schweiz)              | Bad Schandau                | Wappen der Gemeinde Rathmannsdorf                       | Lage der Gemeinde Rathmannsdorf im Landkreis Sächsische Schweiz-Osterzgebirge             | 4,37     | 888       | 203               | 225  | Rathmannsdorf und die Elbbrücke                    |
| Gemeinde Reinhardtsdorf-Schöna (Landkreis Sächsische Schweiz)      | Bad Schandau                | Wappen der Gemeinde Reinhardtsdorf-Schöna               | Lage der Gemeinde Reinhardtsdorf-Schöna im Landkreis Sächsische Schweiz-Osterzgebirge     | 31,75    | 1282      | 40                | 281  | Kirche Reinhardtsdorf                              |
| Gemeinde Rosenthal-Bielatal (Landkreis Sächsische Schweiz)         | Königstein/Sächs. Schw.     | Die Gemeinde Rosenthal-Bielatal führt kein Wappen       | Lage der Gemeinde Rosenthal-Bielatal im Landkreis Sächsische Schweiz-Osterzgebirge        | 46,45    | 1534      | 33                | 408  | Jagdschloss Bielatal                               |
| Große Kreisstadt Sebnitz (Landkreis Sächsische Schweiz)            |                             | Wappen der Stadt Sebnitz                                | Lage der Stadt Sebnitz im Landkreis Sächsische Schweiz-Osterzgebirge                      | 88,12    | 9577      | 109               | 379  | Blick auf Sebnitz und die Kirche                   |
| Stadt Stadt Wehlen (Landkreis Sächsische Schweiz)                  |                             | Wappen von Stadt Wehlen                                 | Lage von Stadt Wehlen im Landkreis Sächsische Schweiz-Osterzgebirge                       | 10,81    | 1546      | 143               | 220  | Wehlener Elbufer                                   |
| Stadt Stolpen (Landkreis Sächsische Schweiz)                       |                             | Wappen der Stadt Stolpen                                | Lage der Stadt Stolpen im Landkreis Sächsische Schweiz-Osterzgebirge                      | 60,86    | 5462      | 90                | 274  | Stolpener Markt                                    |
| Gemeinde Struppen (Landkreis Sächsische Schweiz)                   | Königstein/Sächs. Schw.     | Wappen der Gemeinde Struppen                            | Lage der Gemeinde Struppen im Landkreis Sächsische Schweiz-Osterzgebirge                  | 20,69    | 2395      | 116               | 219  | Struppener Schloss                                 |
| Stadt Tharandt (Weißeritzkreis)                                    | Tharandt                    | Wappen der Stadt Tharandt                               | Lage der Stadt Tharandt im Landkreis Sächsische Schweiz-Osterzgebirge                     | 71,21    | 5198      | 73                | 214  | Blick von der Burg zum Markt                       |
| Stadt Wilsdruff (Weißeritzkreis)                                   |                             | Wappen der Stadt Wilsdruff                              | Lage der Stadt Wilsdruff im Landkreis Sächsische Schweiz-Osterzgebirge                    | 81,69    | 14.640    | 179               | 273  | Luftbildaufnahme der Innenstadt                    |